# Michael Cayley
Pour les articles homonymes, voir Cayley.
Michael Cayley (15 mai 1842-3 décembre 1878) était un avocat et homme politique fédéral du Québec.

## Biographie
Né à Kilkenny en Irlande, Michael Cayley s'installa dans la région de Saint-Hyacinthe où il grandit. Après avoir effectué des études en droit, il fut nommé au Barreau du Québec en 1864. Lors des premières élections de la nouvelle confédération canadienne en 1867, il devint député du Parti conservateur dans la circonscription de Beauharnois. Défait par le conservateur indépendant Ulysses Janvier en 1872, il revint à la Chambre des communes en 1878. Cette même année, il est mort en fonction à l'âge de 36 ans. 